# Andrés Micolta
Norman Andrés Micolta Arroyo (ur. 6 czerwca 1999 w Esmeraldas) – ekwadorski piłkarz występujący na pozycji środkowego obrońcy, reprezentant Ekwadoru, od 2024 roku zawodnik meksykańskiej Pachuki.